# Teenage Dream (песня)

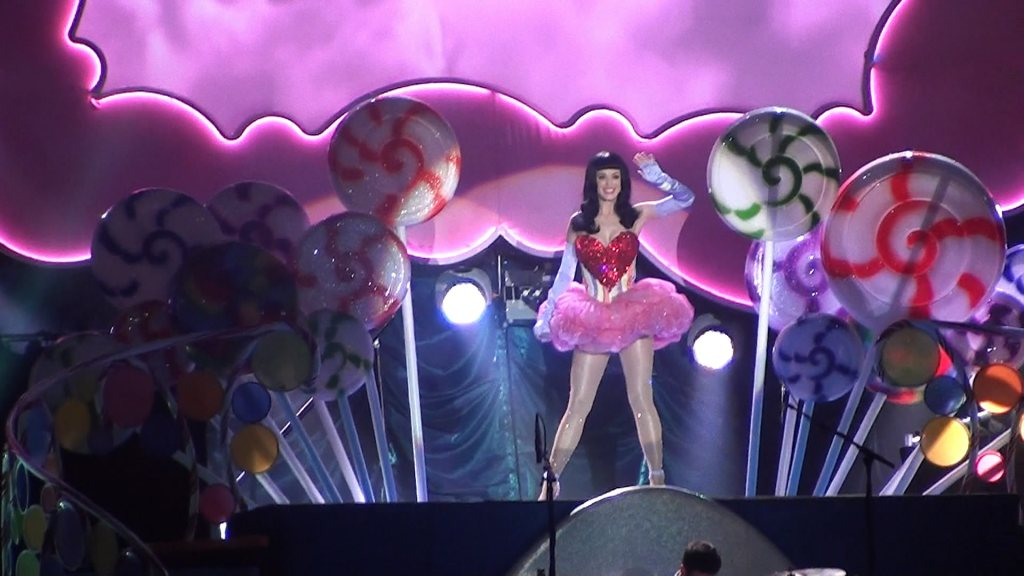
Кэти Перри исполняет «Teenage Dream» во время своего концертного тура California Dreams Tour

«Teenage Dream» — песня в стиле электропоп и поп-рок, исполненная американской певицей и автором Кэти Перри. 23 июля 2010 года песня была выпущена в качестве второго сингла с третьего студийного альбома Teenage Dream.
Перри и МакКи написали множество композиций на тему молодости, но они не были одобрены продюсерами исполнительницы. Вдохновившись песней «Homecoming» группы The Teenagers, МакКи написала текст к «Teenage Dream», которая представляет собой поп-композицию с ярко выраженным гитарным ретро-звучанием. Основная идея «Teenage Dream» заключается в эйфорических чувствах влюбленности, которые ощущает подросток. Позднее МакКи встретилась с Перри и Максом Мартином в Санта-Барбаре для дальнейшей работы над треком, который Перри позднее называла ярким моментом для неё. После записи вокальных партий МакКи предложила новый вариант припева, который был переписан. Перри описала песню, как возвращение к молодости и ожидании своего будущего замужества с актером Расселом Брэндом.
Критики похвалили «Teenage Dream» за музыкальное звучание, но находили лирику «слишком незрелой и свободной».  Издание GQ назвало композицию «величайшей поп-песней нашего времени».
Песня пользовалась высоким коммерческим успехом во всем мире. Она также занимала первое место в американском чарте  Billboard Hot 100, став третьим чарттопером Перри..

## История
Кэти Перри впервые презентовала эту песню в живом исполнении в июле 2010 года на церемонии MTV World Stage 2010: Malaysia в Малайзии (Sunway Lagoon Resort, Куала-Лумпур), которая собрала более 15000 фанатов со всей Азии, и затем на концерте в Сингапуре (Singapore’s Singfest 2010 Concert). 30 августа 2010 года Перри исполнила песню на шоу Le Grand Journal (Canal+) во Франции. Песня была номинирована на премию Грэмми в категории Лучший женский поп-вокал (став третьей её песней номинированной в этой категории). Наконец, 13 февраля 2011 года Кэти Перри исполнила хит «Teenage Dream» во время 53-й церемонии премии Грэмми.
Журнал Rolling Stone назвал этот хит четвёртой лучшей песней всего 2010 года (#4 in 50 Best Songs of 2010).

## Музыкальное видео
Музыкальное видео было снято в Санта-Барбаре, штат Калифорния, режиссёром стал Йоанн Лемуан. Лирический клип был загружен на официальный ютуб канал Кэти Перри 26 июля 2010 года. Видео посвящено любви двух подростков - Кэти и её бойфренда, показывается как они счастливо и беззаботно проводят время вдвоём: катаются на машине, веселятся с друзьями, проводят вместе ночь, купаются и развлекаются на пляже, танцуют на дискотеке. Видео заканчивается тем, как они ныряют в бассейн и целуются под водой.
Официальная премьера клипа прошла 10 августа 2010 года на канале MTV и в Великобритании на канале ITV2. Длинный официальный ремиксовый клип (длиной 4:39 мин) был размещён на аккаунте Керри на Vevo в YouTube 27 октября 2010 года при участии сценок вечеринки.

## Состав трека
Интернет-загрузки
1. «Teenage Dream» — 3:47
2. «Teenage Dream» (Kaskade Club Remix) — 5:27
3. «Teenage Dream» (Dave Audé Radio) — 3:57

- CD single (Германия)[12]

1. «Teenage Dream» (Album Version) — 3:47
2. «Teenage Dream» (Instrumental) — 3:47

- Remix EP[13]

1. «Teenage Dream» (Vandalism Le Pop Mix) — 3:54
2. «Teenage Dream» (Vandalism V8 Vocal Remix) — 7:04
3. «Teenage Dream» (Manhattan Clique Remix) — 6:40

## Участники записи
Состав участников записи по данным заметок с альбома Teenage Dream.
- Авторы песни — Кэти Перри, Lukasz Gottwald, Макс Мартин, Benjamin Levin, Макки, Бонни
- Продюсеры записи, ударные, клавишные и программирование музыки — Dr. Luke, Benjamin Levin, Max Martin
- Звукоинженеры — Emily Wright, Sam Holland, Tucker Bodine, Aniela Gottwald
- Аудиомикширование — Serban Ghenea, John Hanes, Tim Roberts
- Вокал — Кэти Перри
- Аудиомастеринг — Brian Gardner

## Награды
| Год  | Название               | Номинация                               | Результат |
| ---- | ---------------------- | --------------------------------------- | --------- |
| 2011 | Грэмми                 | Лучшее женское вокальное поп-исполнение | Номинация |
| 2011 | MTV Video Music Awards | Лучшая операторская работа              | Номинация |

## Позиции в чартах
| Чарт (2010)                                 | Высшая позиция |
| ------------------------------------------- | -------------- |
| Австралия (ARIA)                            | 2              |
| Австрия (Ö3 Austria Top 40)                 | 2              |
| Бельгия/Фландрия (Ultratop 50)              | 14             |
| Бельгия/Валлония (Ultratop 50)              | 15             |
| Brasil Hot 100 Airplay                      | 25             |
| Болгария (IFPI)                             | 5              |
| Канада (Billboard Canadian Hot 100)         | 2              |
| Чехия (Rádio — Top 100)                     | 8              |
| Дания (Tracklisten)                         | 13             |
| Дания (Tracklisten Airplay)                 | 2              |
| Европа (Billboard European Hot 100 Singles) | 5              |
| Финляндия (Suomen virallinen lista)         | 14             |
| Франция (SNEP Téléchargements)              | 6              |
| Германия (GfK)                              | 6              |
| Венгрия (Rádiós Top 40)                     | 22             |
| Ирландия (IRMA)                             | 1              |
| Италия (FIMI)                               | 9              |
| Япония (Billboard Japan Hot 100)            | 19             |
| Нидерланды (Dutch Top 40)                   | 4              |
| Новая Зеландия (Recorded Music NZ)          | 1              |
| ZPAV                                        | 5              |
| Шотландия (OCC Scotland)                    | 1              |
| Словакия (Rádio — Top 100)                  | 1              |
| Испания (PROMUSICAE)                        | 12             |
| Швеция (Sverigetopplistan)                  | 21             |
| Швейцария (Schweizer Hitparade)             | 8              |
| Великобритания (OCC UK Singles)             | 2              |
| США (Billboard Hot 100)                     | 1              |
| США (Billboard Pop Airplay)                 | 1              |
| США (Billboard Adult Pop Airplay)           | 1              |
| США (Billboard Dance Club Songs)            | 1              |

| Чарт (2011)                        | Высшая позиция |
| ---------------------------------- | -------------- |
| Франция (SNEP)                     | 75             |
| США (Billboard Adult Contemporary) | 8              |

| Чарт (2010)                                | Позиция |
| ------------------------------------------ | ------- |
| Australian Singles Chart                   | 9       |
| Austrian Singles Chart (Ö3 Austria Top 75) | 42      |
| Belgian (Flanders) Singles Chart           | 89      |
| Canadian Hot 100                           | 16      |
| European Hot 100 Singles                   | 38      |
| Germany (Media Control AG)                 | 44      |
| Italian Singles Chart                      | 67      |
| Netherlands (Mega Single Top 100)          | 91      |
| New Zealand Singles Chart                  | 12      |
| Swiss Singles Chart                        | 57      |
| UK Singles (The Official Charts Company)   | 32      |
| US Billboard Hot 100                       | 17      |
| U.S. Billboard Hot Dance Club Play         | 34      |

| Страна         | Сертификация    |
| -------------- | --------------- |
| Australia      | 4× Platinum     |
| Austria        | Gold            |
| Canada         | Gold (Ringtone) |
| Canada         | 3× Platinum     |
| Germany        | Gold            |
| Italy          | Gold            |
| New Zealand    | 2× Platinum     |
| United Kingdom | Gold            |
| United States  | 3× Platinum     |